# Tatsuki Suzuki
Tatsuki Suzuki (鈴木 竜生 Suzuki Tatsuki?, 24 de septiembre de 1997) es un expiloto de motociclismo japonés.

## Biografía
Suzuki hizo su debut en el Gran Premio en 2015 en el Campeonato del Mundo de Moto3 con CIP montando un Mahindra junto a Remy Gardner. Logró su mejor resultado en Silverstone con un décimo lugar y obtuvo otro punto de puntuación en su carrera en casa con un 13.er lugar. Suzuki permaneció con el mismo equipo durante 2016; obtuvo siete puntos, con un mejor resultado de 11.º en Sachsenring.
En 2017 ficha por el equipo SIC58 Squadra Corse que le confía la Honda NSF250R. Su compañero de equipo es el italiano Tony Arbolino. Su mejor resultado es un cuarto lugar en el GP de Japón y termina la temporada en decimocuarto lugar de la general con 71 puntos obtenidos. En 2018 sigue en el mismo equipo, aunque cambia su compañero de equipo Niccolò Antonelli. Su mejor resultado es un cuarto lugar en Australia. Termina la temporada en el puesto 14 con 71 puntos. Esta temporada se ve obligado a perderse el Gran Premio del Catar por una fractura de la radio sufrida en los entrenamientos libres. en 2019 está de nuevo piloto titular en Moto3, con el mismo equipo y el mismo compañero de equipo de la temporada anterior. Obtiene su primer podio en el GP de España.

## Resultados

### Por temporada
| Temp. | Cat.  | Moto      | Equipo                         | Carreras | Victorias | Podios | Poles | V.Ráp. | Pts. | Pos.  |
| ----- | ----- | --------- | ------------------------------ | -------- | --------- | ------ | ----- | ------ | ---- | ----- |
| 2015  | Moto3 | Mahindra  | CIP                            | 18       | 0         | 0      | 0     | 0      | 9    | 28.º  |
| 2016  | Moto3 | Mahindra  | CIP–Unicom Starker             | 18       | 0         | 0      | 0     | 0      | 16   | 27.º  |
| 2017  | Moto3 | Honda     | SIC58 Squadra Corse            | 18       | 0         | 0      | 0     | 0      | 71   | 14.º  |
| 2018  | Moto3 | Honda     | SIC58 Squadra Corse            | 17       | 0         | 0      | 0     | 0      | 71   | 14.º  |
| 2019  | Moto3 | Honda     | SIC58 Squadra Corse            | 19       | 1         | 2      | 1     | 2      | 124  | 8.º   |
| 2020  | Moto3 | Honda     | SIC58 Squadra Corse            | 13       | 1         | 2      | 3     | 0      | 83   | 12.º  |
| 2021  | Moto3 | Honda     | SIC58 Squadra Corse            | 18       | 0         | 0      | 2     | 1      | 76   | 14.º  |
| 2022  | Moto3 | Honda     | Leopard Racing                 | 20       | 0         | 3      | 1     | 0      | 130  | 7.º   |
| 2023  | Moto3 | Honda     | Leopard Racing                 | 12       | 1         | 1      | 0     | 0      | 50   | 19.º  |
| 2024  | Moto3 | Husqvarna | Liqui Moly Husqvarna Intact GP | 11       | 0         | 0      | 0     | 2      | 48*  | 13.º* |
| Total |       |           |                                | 164      | 3         | 8      | 7     | 5      | 676  |       |

- * Temporada en curso.

### Carreras por año
(Carreras en negrita indica pole position, carreras en cursiva indica vuelta rápida)
| Año  | Cat.  | Moto      | 1       | 2       | 3       | 4       | 5       | 6       | 7       | 8       | 9       | 10      | 11      | 12      | 13      | 14      | 15      | 16      | 17      | 18      | 19      | 20     | Pos.  | Pts. |
| ---- | ----- | --------- | ------- | ------- | ------- | ------- | ------- | ------- | ------- | ------- | ------- | ------- | ------- | ------- | ------- | ------- | ------- | ------- | ------- | ------- | ------- | ------ | ----- | ---- |
| 2015 | Moto3 | Mahindra  | QAT 23  | AME Ret | ARG 27  | SPA 23  | FRA Ret | ITA Ret | CAT 22  | NED Ret | GER Ret | IND 23  | CZE 20  | GBR 10  | RSM Ret | ARA 16  | JPN 13  | AUS Ret | MAL 21  | VAL Ret |         |        | 28.º  | 9    |
| 2016 | Moto3 | Mahindra  | QAT 28  | ARG 27  | AME 19  | SPA 15  | FRA 15  | ITA 19  | CAT 14  | NED Ret | GER 11  | AUT Ret | CZE 13  | GBR 25  | RSM Ret | ARA 21  | JPN 15  | AUS 13  | MAL Ret | VAL 18  |         |        | 27.º  | 16   |
| 2017 | Moto3 | Honda     | QAT 15  | ARG 8   | AME Ret | SPA Ret | FRA Ret | ITA Ret | CAT 10  | NED 8   | GER 9   | CZE 8   | AUT Ret | GBR 11  | RSM Ret | ARA 13  | JPN 4   | AUS 9   | MAL Ret | VAL 11  |         |        | 14.º  | 71   |
| 2018 | Moto3 | Honda     | QAT DNS | ARG 21  | AME 9   | SPA 6   | FRA 9   | ITA 17  | CAT 5   | NED 13  | GER Ret | CZE 14  | AUT 18  | GBR C   | RSM Ret | ARA 6   | THA Ret | JPN 15  | AUS 4   | MAL 9   | VAL Ret |        | 14.º  | 71   |
| 2019 | Moto3 | Honda     | QAT Ret | ARG 13  | AME Ret | SPA 2   | FRA Ret | ITA 8   | CAT 19  | NED Ret | GER 8   | CZE Ret | AUT Ret | GBR 5   | RSM 1   | ARA 6   | THA Ret | JPN 4   | AUS 4   | MAL Ret | VAL 4   |        | 8.º   | 124  |
| 2020 | Moto3 | Honda     | QAT 5   | SPA 8   | AND 1   | CZE Ret | AUT 10  | EST 7   | RSM 3   | ERM DNS | CAT     | FRA Ret | ARA 8   | TER Ret | EUR Ret | VAL Ret | POR Ret |         |         |         |         |        | 12.º  | 83   |
| 2021 | Moto3 | Honda     | QAT 8   | DOH 12  | POR Ret | SPA Ret | FRA Ret | ITA 10  | CAT Ret | GER 8   | NED 5   | EST 15  | AUT 11  | GBR 5   | ARA 9   | RSM 15  | AME 9   | ERM Ret | ALG 9   | VAL Ret |         |        | 14.º  | 76   |
| 2022 | Moto3 | Honda     | QAT Ret | INA 10  | ARG 5   | AME 10  | POR 12  | SPA Ret | FRA 5   | ITA 3   | CAT 3   | GER 5   | NED 4   | GBR Ret | AUT 2   | RSM 6   | ARA 12  | JPN Ret | THA Ret | AUS Ret | MAL Ret | VAL 14 | 7.º   | 130  |
| 2023 | Moto3 | Honda     | POR 14  | ARG 1   | AME Ret | SPA 8   | FRA 13  | ITA Ret | GER     | NED     | GBR Ret | AUT 13  | CAT 8   | RSM 15  | IND Ret | JPN Ret | INA     | AUS     | THA     | MAL     | QAT     | VAL    | 19.º  | 50   |
| 2024 | Moto3 | Husqvarna | QAT 7   | POR 12  | AME 6   | SPA 25  | FRA 9   | CAT 15  | ITA Ret | NED Ret | GER 9   | GBR 10  | AUT 12  | ARA     | RSM     | ERM     | INA     | JPN     | AUS     | THA     | MAL     | SLD    | 13.º* | 48*  |

- * Temporada en curso.